# Cristo carregando a cruz (El Greco)
Cristo carregando a cruz é uma obra do pintor El Greco que se encontra no Museu do Prado e retrata Jesus carregando a cruz até o Calvário.
Esta é também uma das passagens da Via Crucis e um dos Mistérios Dolorosos do Santo Rosário. A bela pintura de 1580 alcançou grande aceitação, agrandando à toda a comissão eclesiástica da Igreja espanhola, que usava a arte como um serviço de Contra-Reforma. [carece de fontes?]

## Estilo
Na Espanha, onde El Greco pôde criar um estilo próprio, no qual cria artifícios de dramatização da imagem, carregando a expressão de seus personagens de emoção e espiritualidade, de tal forma que essas impressões também sejam transferidas ao observador. O artista usa linhas e formas alongadas em todas as partes do corpo, não se importando tanto com o aspecto natural, mas querendo dar o aspecto de transcendente. Grande parte das obras de El Grecco eram destinadas à retábulos de altar, o que também era uma das justificativas para alongar e expandir suas figuras. O estilo maneirista, o qual El Grecco adotou em seus anos de maturidade artística, buscava revisar os valores clássicos e naturalistas prestigiados pelo Humanismo renascentista e cristalizados na Alta Renascença.
Na imagem, Cristo olha para cima, com uma expressão que mescla adoração e certa melancolia, enquanto apoia uma cruz de madeira sobre o ombro. Em sua cabeça há uma coroa de espinhos e é possível ver o sangue escorrendo em sua fronte e pescoço. Mesmo com o sofrimento, Cristo permanece com uma expressão séria e contemplativa. O efeito de luz, uma das técnicas mais utilizadas por El Grecco, destaca o Cristo do fundo cinza, que parece tempestuoso. O rosto, pescoço e mãos de Jesus parecem receber mais luminosidade e mostram, com isso, certo ar fantasmagórico e sobrenatural em sua expressão. [carece de fontes?]